# Segona mà

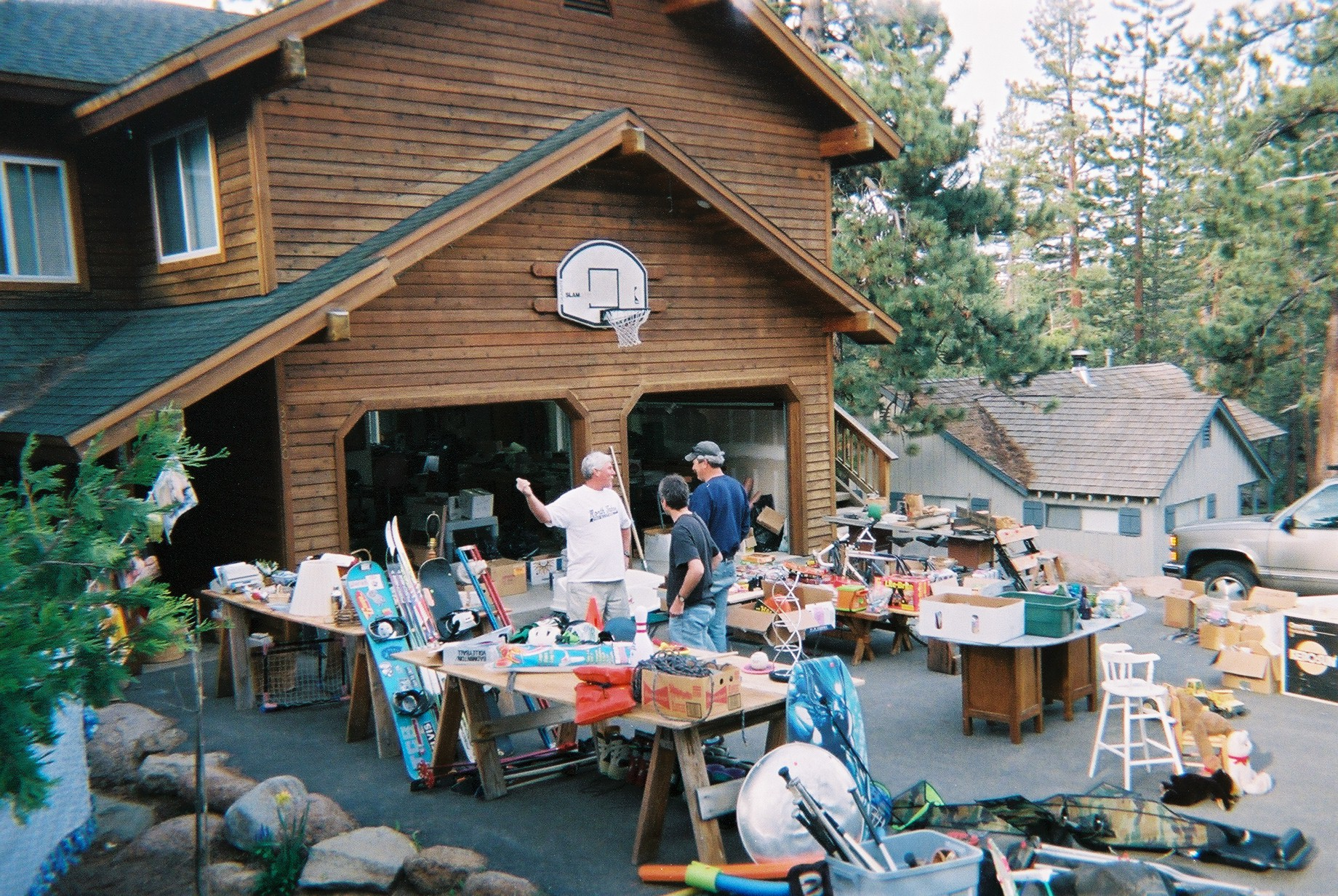
Una venda al jardí, és un lloc habitual per trobar productes usats barats en certs països

S'anomena de segona mà tot allò que es compra després d'haver estat utilitzat per una o més persones. En alguns casos, si ha tingut més d'un propietari es denomina de "tercera" o "quarta" mà, segons el nombre de propietaris, però el terme "segona mà" ho engloba tot.

## Botigues
Aquest tipus de béns es poden transferir de forma informal entre amics o familiars, en el que es podria catalogar com a regal o herència. Alguns objectes poden ser adquirits mitjançant la seva venda a un percentatge reduït del seu preu original en mercats o encants, vendes de garatge o  basars, així com botigues específiques de segona mà, com Cash Converters, o mitjançant subhastes electròniques. En altres casos, com les botigues de caritat, una gran varietat dels béns són emprats en el propi establiment. També es poden gestionar a través de les  cases de subhastes, com Sotheby's o algunes més especialitzades com Bob' s Watches.

## Objectes en venda

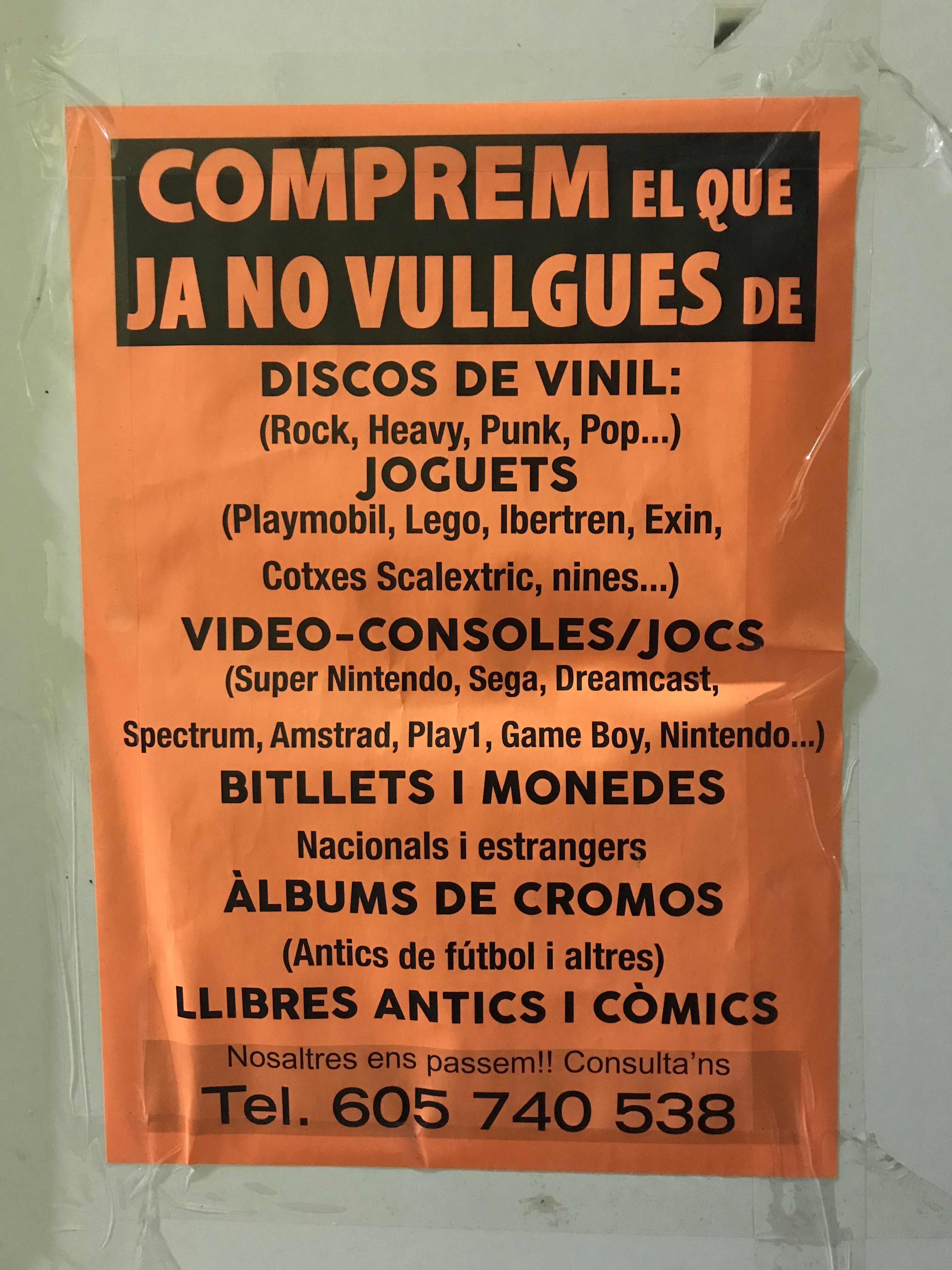
Cartell d'un particular que compra productes de segona mà a Pego

Els llocs web de subhasta en línia s'han convertit en una forma popular de vendre productes usats en els darrers anys

De la mateixa manera, dir que alguna cosa és de segona mà simplement vol dir que ha tingut un amo anterior, però no vol dir res respecte al seu estat, aquest pot estar en perfectes condicions o també pràcticament inservible, encara que en aquest cas sol denominar-se com ferralla.
Algunes coses que se solen vendre en botigues especialitzades són automòbils o també llibres.També es poden trobar béns valuosos, com mobiliari antic, joies, rellotges o obres d'art

### Llibres
Els llibres usats sovint es venen a través d'una llibreria de vell. També es poden regalar, potser com a part d'un programa de donació. com els programes de la petita de les biblioteques. Les llibreries de vell també poden vendre enregistraments de música o vídeos de segona mà.

### Roba
Als països desenvolupats, la roba utilitzada se sol donar a Càritas o vendre-la. D'aquesta manera gent que no tingui ingressos o tingui uns ingressos molt baixos pot permetre algunes peces, que eren de valor en el seu moment, però ara han estat donades a la caritat. Als EUA hi ha gairebé 5 milers de milions de lliures de roba donades a botigues caritatives cada any.

### Cotxes
Article detallat: Cotxe usat

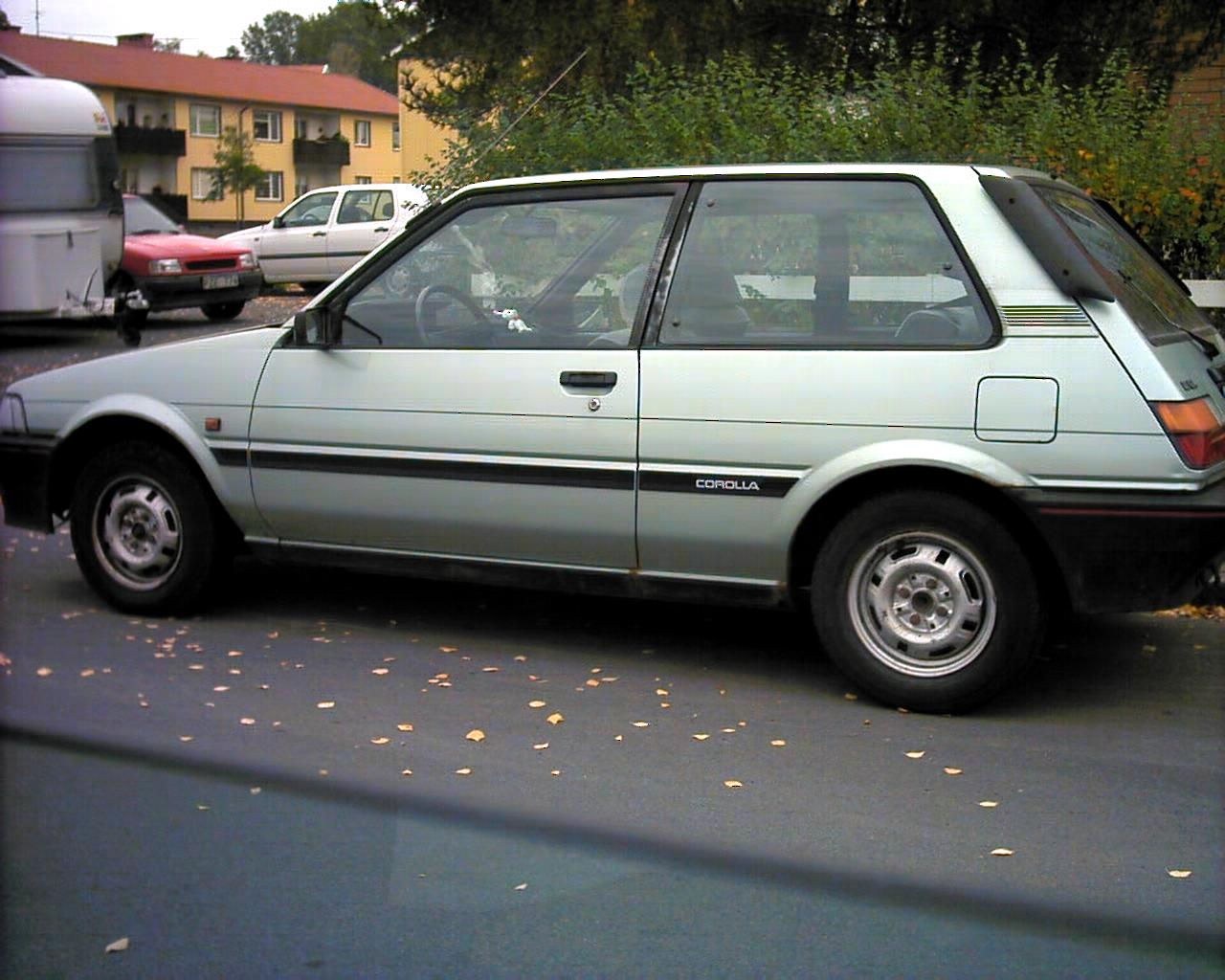
Toyota Corolla d'ocasió

Els cotxes nous són especialment notables per depreciar-se en un valor molt més ràpid que molts altres articles. Els cotxes usats, estant ja depreciats, solen depreciar-se percentualment menys que els cotxes nous. U venuts pel seu usuari anterior i poden ser adquirits directament a aquest propietari o bé a un distribuïdor. George Akerlof va publicar un article titulat "The Market for Lemons", on es van examinar els efectes de l'asimetria de la informació sobre el mercat de vehicles usats. Els cotxes usats poden requerir més manteniment i normalment tenen característiques inferiors al nous.

## Altres articles
- Mobles: El Sierra Club, una organització ecologista, defensa que la compra de mobles de segona mà és la forma més "verda" de moblar una casa.
- Guitarres vintage: es van convertir en objectes cada cop més desitjats entre músics i col·leccionistes durant els anys noranta i posteriors. Algunes botigues de música s'especialitzen en vendre instruments musicals usats, còpies usades de música impresa i parafernàlia relacionada.
- Telèfons mòbils usats: és un mercat gran i en creixement.